# Gerechtelijk gebied Antwerpen
Het gerechtelijk gebied Antwerpen is een van de vijf gerechtelijke gebieden in België.

## Geschiedenis
Het gerechtelijk gebied vindt zijn ontstaan bij de oprichting van het hof van beroep te Antwerpen in 1975. Voordien behoorde de rechtsmacht over de provincie Antwerpen tot het mandaatgebied van het hof van beroep van het gerechtelijk gebied Brussel, Limburg was tot dan toevertrouwd aan het Hof van Beroep van het gerechtelijk gebied Luik.
Tot 2014 telde het gerechtelijk gebied Antwerpen vijf gerechtelijke arrondissementen: Antwerpen, Hasselt, Mechelen, Tongeren en Turnhout. Als gevolg van de gewijzigde gerechtelijke indeling van België telt het gerechtelijk gebied sinds 2014 slechts twee gerechtelijke arrondissementen: Antwerpen en Limburg.

## Structuur
Het gerechtelijk gebied Antwerpen beschikt over de territoriale jurisdictie binnen haar grondgebied. Het rechtscollege neemt kennis van de hogere beroepen tegen de uitspraken van de rechtbanken van eerste aanleg en rechtbanken van koophandel van de gerechtelijke arrondissementen Antwerpen en Limburg. Het orgaan wordt gerechtshof genoemd en de uitspraken die geveld worden zijn arresten.
Het hof van beroep heeft zijn hoofdzetel te Antwerpen en is onderverdeeld in een burgerlijke kamer, een jeugdkamer en een correctionele kamer. In het kader van de wet op de voorlopige hechtenis en de betwisting in lopende gerechtelijke onderzoeken beschikt ze tevens over een kamer van inbeschuldigingstelling en een bureau voor rechtsbijstand. Daarnaast wordt binnen dit gebied ook een arbeidshof georganiseerd dat zetelt in Antwerpen.
| Gebied           | Europese Unie    | België           | België           | België           | België           | Antwerpen      | Antwerpen Limburg | Antwerpen en Limburg        | Antwerpen en Limburg        | 34                              |                                 |                                 |                                 |
| Sociaal recht    | Hof van Justitie | Hof van Cassatie | Hof van Cassatie | Hof van Cassatie | Hof van Cassatie | Arbeidshof     | Arbeidshof        | Arbeidsrechtbank            | Arbeidsrechtbank            | Arbeidsrechtbank                | Arbeidsrechtbank                | Arbeidsrechtbank                |                                 |
| Handelsrecht     | Hof van Justitie | Hof van Cassatie | Hof van Cassatie | Hof van Cassatie | Hof van Cassatie | Hof van beroep | Hof van beroep    | Ondernemingsrechtbank       | Ondernemingsrechtbank       | Vredegerecht                    | Vredegerecht                    | Vredegerecht                    |                                 |
| Burgerlijk recht | Hof van Justitie | Hof van Cassatie | Hof van Cassatie | Hof van Cassatie | Hof van Cassatie | Hof van beroep | Hof van beroep    | Rechtbank van eerste aanleg | Rechtbank van eerste aanleg | Vredegerecht / Politierechtbank | Vredegerecht / Politierechtbank | Vredegerecht / Politierechtbank | Vredegerecht / Politierechtbank |
| Strafrecht       | Hof van Justitie | Hof van Cassatie | Hof van Cassatie | Hof van Cassatie | Hof van Cassatie | Hof van beroep | Assisenhof        | Rechtbank van eerste aanleg | Rechtbank van eerste aanleg | Vredegerecht / Politierechtbank | Vredegerecht / Politierechtbank | Vredegerecht / Politierechtbank | Vredegerecht / Politierechtbank |

## Geografie
Het verenigt de gerechtelijke arrondissementen van de provincies Antwerpen en Limburg in één omschrijving, om redenen van organisatie van een beroepsprocedure.

### Indeling in gerechtelijke arrondissementen en kantons
| Antwerpen - Antwerpen 1-7 - Boom - Brasschaat - Deurne - Heist-op-den-Berg - Kapellen - Kontich - Lier - Mechelen - Merksem - Mol-Geel 1 & 2 - Turnhout 1 & 2 - Westerlo - Willebroek - Zandhoven |  | Limburg - Beringen - Bilzen - Bree - Genk - Hasselt 1 & 2 - Houthalen-Helchteren - Maasmechelen - Pelt - Sint-Truiden - Tongeren |